# Borstal Boy

Borstal Boy (1958) est un roman autobiographique de Brendan Behan, un nationaliste irlandais, racontant son emprisonnement à Hollesley Bay, une maison de correction (en anglais Borstal) pour avoir transporté des explosifs à l'intérieur du Royaume-Uni, avec l'intention de les faire exploser dans le cadre d'une mission de l'IRA. Le livre fut interdit en Irlande pour obscénités.

## Synopsis
L'histoire montre, un jeune et fervent, souvent idéaliste, Behan qui perd sa naïveté pendant les trois ans de sa condamnation (il a été arrêté alors qu'il n'avait pas 16 ans), devenant moins radical peu à peu et s'approchant des autres prisonniers. D'un point de vue technique le roman est remarquable pour l'art avec lequel il capture les dialogues des pensionnaires du Borstal, avec la variété dialectale présente sur les îles Britanniques, toujours intacte.

## Adaptations

### Théâtre
En 1967, le roman est adapté en pièce de théâtre par Frank McMahon et jouée au Abbey Theatre de Dublin, avec Frank Grimes dans le rôle du jeune Behan.

### Cinéma
Une adaptation cinématographique a été réalisée en 2000, dirigée par Peter Sheridan, avec Shawn Hatosy et Danny Dyer dans les rôles principaux. 

### Musique
En 1973, le groupe de rock anglais, The Faces, enregistra une chanson sur le livre, qui a été incluse dans leur album Ooh La La.

## Sources
- (en) Cet article est partiellement ou en totalité issu de l’article de Wikipédia en anglais intitulé « Borstal Boy » (voir la liste des auteurs).